# Pseudobrachypeza
Pseudobrachypeza is een muggengeslacht uit de familie van de paddenstoelmuggen (Mycetophilidae).

## Soorten
- P. bulbosa (Johannsen, 1912)
- P. helvetica (Walker, 1856)